# Stanisław Poznański (dziennikarz)
Stanisław Poznański, ps. „Stanisław Poźniak-Poznański”, „Stanisław Wójcicki”, „Kazimierz Smuga”, „Jacek Olszyna” (ur. 28 lipca 1913 we wsi Tychomel, zm. 23 maja 1981 w Warszawie) – polski dziennikarz, działacz społeczny, żołnierz Armii Krajowej, powstaniec warszawski.

## Życiorys
Stanisław urodził się w 1913 r. we wsi Tychomel k. Jampola na Wołyniu. Ukończył Liceum Krzemienieckie, studiował przez dwa lata ekonomię na Uniwersytecie Poznańskim oraz przez dwa lata w Wyższej Szkole Handlowej w Poznaniu.

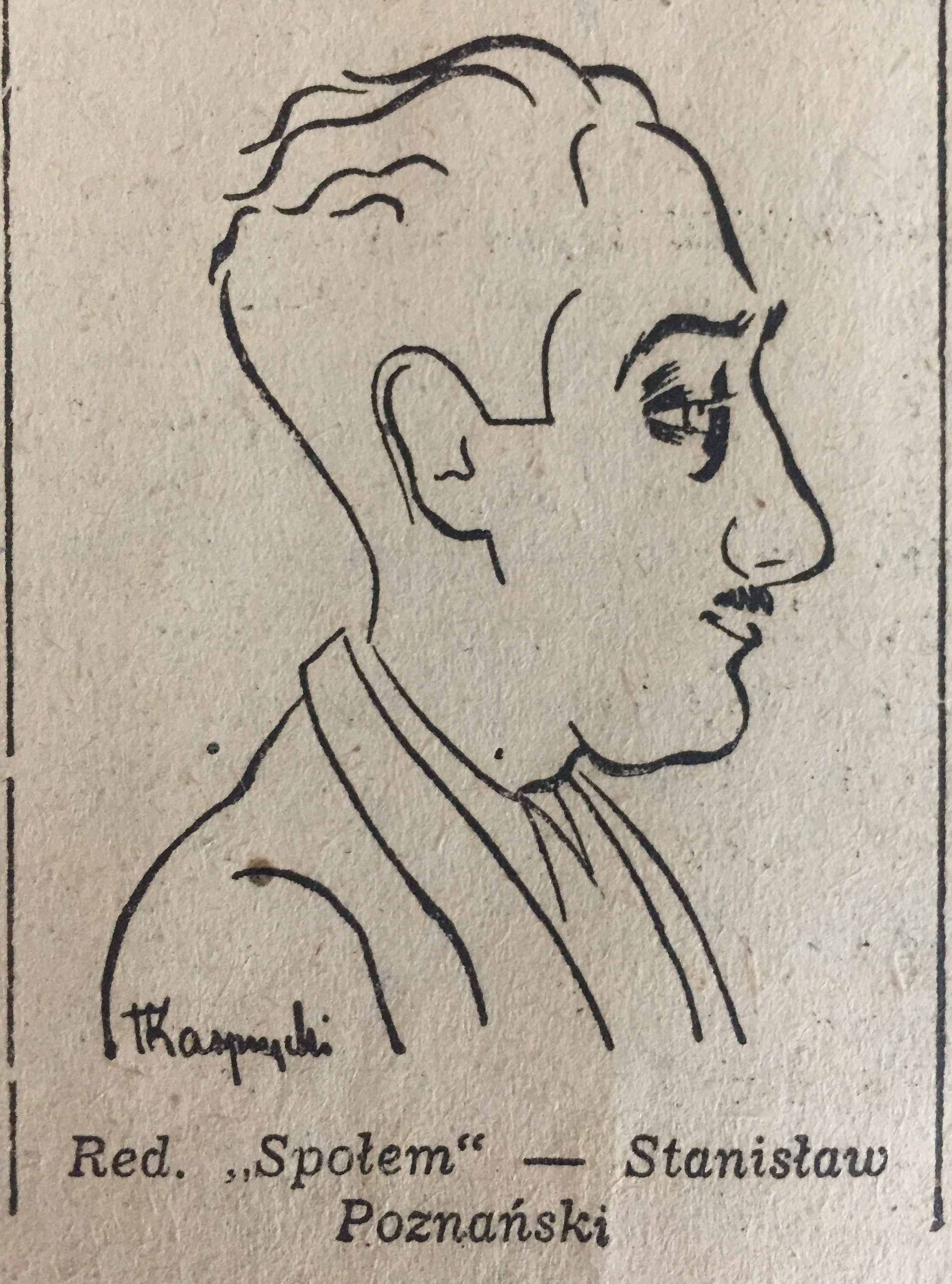
Karykatura Stanisława Poznańskiego, Red. "Społem"

W 1939 roku jako sierżant walczył w kampanii wrześniowej w 14 Dywizji Piechoty gen. Franciszka Włada, 57 Pułku Piechoty. Po kapitulacji przewieziony został do szpitala jenieckiego w Żychlinie, z którego zbiegł do Warszawy. W Warszawie współpracował w Wydziale Lustracyjnym ZSS „Społem”. Podczas okupacji sowieckiej i hitlerowskiej pod pseudonimem „Stanisław Wójcicki” działał w Komendzie Głównej Armii Krajowej (legitymacja nr 120147) w Oddziale VI - Biura Informacji i Propagandy. Podczas powstania warszawskiego walczył w zgrupowaniu „Kryska”, m.in. w walkach o Górny Czerniaków. Pojmany został we wrześniu 1944 roku i wywieziony do podobozu hitlerowskiego Altwarp/Stutthoff, z którego zbiegł przedostając się do Lubeki i następnie do Brunszwiku. Jesienią 1946 roku powrócił do Polski. W Warszawie żył na warszawskim Żoliborzu do dnia śmierci, wraz z żoną Ireną. Miał dwóch synów; Jacka B. i Kazimierza Z.
Zmarł 23 maja 1981 roku w Warszawie. Pochowany został na cmentarzu Powązkowskim (kwatera 54-6-30,31).
Jego dziennik obozowy wydał po latach jego syn Jacek w książce Magda. Pożegnanie z Pokoleniem.

## Życie zawodowe
Pracę dziennikarską rozpoczął przed wojną pisząc m.in. w „Walce Ludu”, czasopiśmie organizacji syndykalistycznej o tej samej nazwie. W trakcie okupacji współpracował z „Kopalnią” (Polski Związek Zachodni), wydając „Głos Ojczyzny” – pismo dla Polaków żyjących w Rzeszy i dalej w trakcie powstania warszawskiego redagował pismo „Czerniaków w Walce”. W 1945 roku w niemieckim Brunszwiku wznowił wydawanie „Głosu Ojczyzny”, dziennika przy którym powstała również oficyna wydająca podręczniki polskie. W tym okresie udzielał się również w Syndykacie Dziennikarzy Polskich w Niemczech.
Po powrocie do Polski pracował m.in. w tygodniku „Społem” (1946–1949), „Robotniku”, „Kurierze Codziennym”, „Trybunie Ludu” (1948–1950), „Expressie Wieczornym” (1956–1959), „Stolicy” (1962–1964), miesięczniku „Kino” (1965–1978), przed emeryturą w Światowidzie. Był członkiem zarządu Klubu Zagadnień Polonijnych SDP.

## Muzeum Hymnu Narodowego

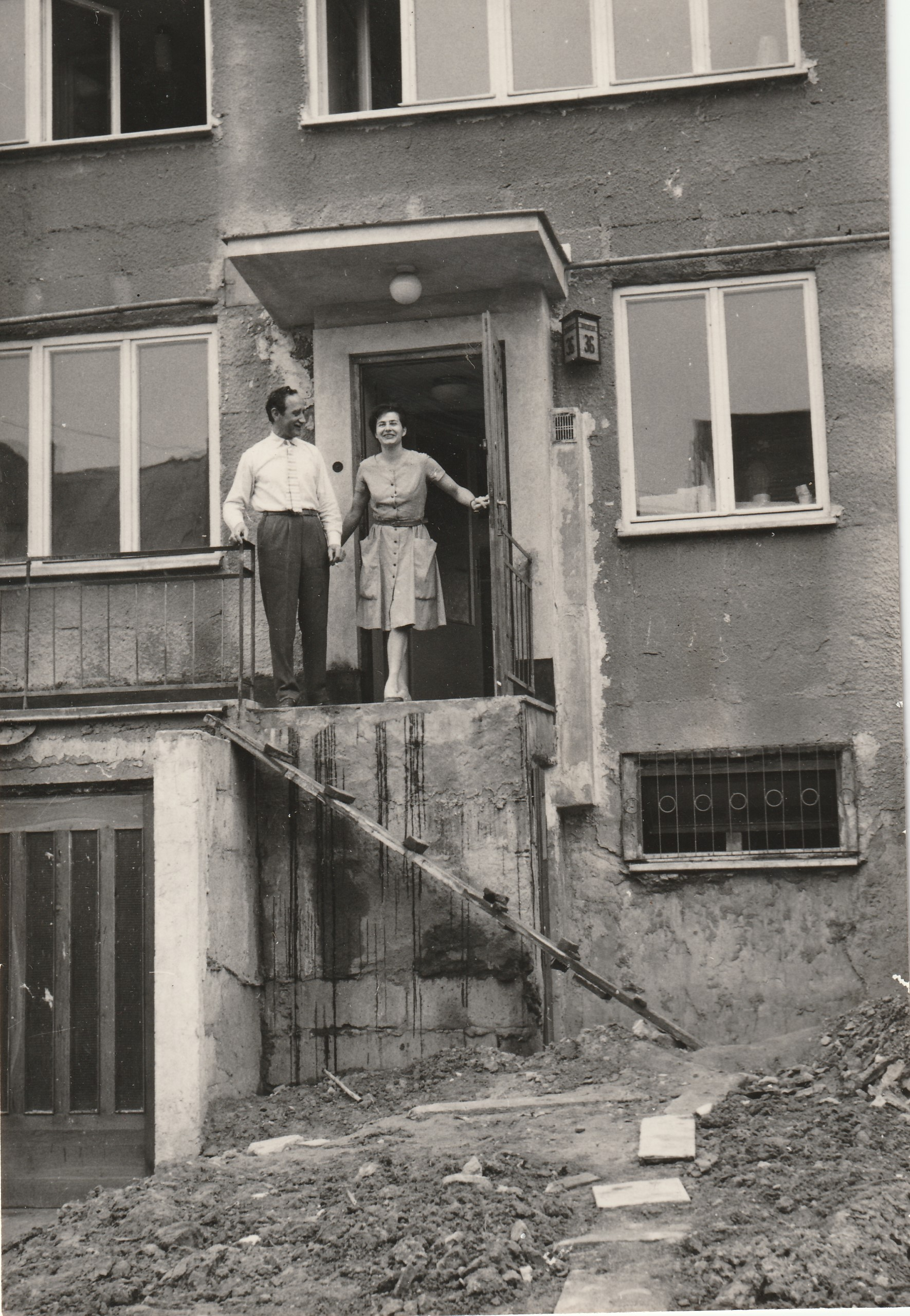
Stanisław Poznański z żoną Ireną, Warszawa

Żywo zainteresowany życiem Józefa Wybickiego, twórcy Mazurka Dąbrowskiego, Stanisław Poznański często przypominał, w tym na łamach „Światowida”, potrzebę stworzenia Muzeum Hymnu Narodowego. Jako miejsce odpowiednie ku temu proponował istniejącą już Izbę Pamięci Józefa Wybickiego w Będominie, powstałą z inicjatywy lokalnego nauczyciela Tadeusza Zielińskiego. Pomysł Stanisława Poznańskiego przedstawiło również Zrzeszenie Kaszubsko-Pomorskie na łamach ich czasopisma „Pomerania”. W tym okresie Stanisław Poznański odbywał już konsultacje w sprawie utworzenia muzeum, m.in. z dyrektorem Muzeum Narodowego w Warszawie, prof. Stanisławem Lorentzem i z dyrektorem Muzeum Wojska Polskiego, płk. Lucjanem Jaworskim. Dwa lata później marzenie lokalnego nauczyciela Tadeusza Zielińskiego i myśl podjęta przez Stanisława Poznańskiego stały się faktem. 17 lipca 1978 r. odbyło się uroczyste otwarcie Muzeum Hymnu Narodowego w Będominie, k. Kościerzyny – pierwszego muzeum hymnu narodowego na świecie.

## Publikacje
- Poznański, S. (1963). Walka. Śmierć. Pamięć. 1939–1945. W dwudziestą rocznicę Powstania w Warszawskim Getcie. 1943–1963. Warszawa: Rada Ochrony Pomników Walki i Męczeństwa[10].
- Poznański, S., Poznańska, I. (1967). Ostatni kosynierzy. Warszawa: Instytut Wydawniczy „Nasza Księgarnia”[11].
- Poznański, S. (1970). Drukarskim Szlakiem. W setną rocznicę narodzin związku zawodowego drukarzy polskich. Warszawa: Instytut Wydawniczy „Nasza Księgarnia”[12].

## Ordery i odznaczenia
- Krzyż Kawalerski Orderu Odrodzenia Polski (25 listopada 1947)[13]